# Langues au Lesotho
Le Lesotho a deux langues officielles, le sotho et l'anglais. D'autres langues sont parlées dans le pays et appartiennent essentiellement à la famille des langues bantoues.

## Diversité linguistique du Lesotho

### Langues bantoues
Le sotho, plus proprement appelé sotho du Sud qui est langue officielle est parlé par les Basotho, peuple majoritaire dans le pays. Il est aussi parlé par plus de 3 500 000 de personnes en Afrique du Sud, où la langue a aussi un statut officiel.
D'autres langues bantoues sont présentes dans le pays. Le zoulou est parlé par 248 000 personnes. On trouve aussi des Phuthi, qui parlent un dialecte swati, et des Xhosa.

### Langues extérieures
Deux langues germaniques sont parlées par des communautés de taille très réduite. La colonisation britannique explique la présence d'anglophones. Des Afrikaners, venus d'Afrique du Sud, sont installés au Lesotho.
Des populations d'origine chinoise et indienne vivent aussi au Lesotho.